# Piramide di Khendjer
Il complesso piramidale di Khendjer venne costruito per la sepoltura di Khendjer, sovrano egizio della XIII dinastia.
Venne edificato a Dahshur tra due complessi più antichi, quello di Pepi II (VI dinastia) e quello di Sesostri III (XII dinastia), e rivide la luce in seguito agli scavi svolti da Gustave Jequier nel 1929.

Cronologicamente, quella di Khendjer fu una delle ultime piramidi egizie, se si escludono i complessi piramidali kushiti in Nubia, realizzati a partire dalla XXV dinastia.

## Piramide principale
Il complesso funerario era circondato da due cerchie di mura; una interna in pietra calcarea ed una esterna in mattoni di fango secco. La piramide superava i 37 metri di altezza, anche se oggi le sue rovine non superano il metro a causa sia del collasso del nucleo in mattoni di fango, sia dello scarso criterio impiegato nei lavori di scavo di Jequier. Un tempo doveva essere ricoperta di calcare che venne successivamente rimosso e reimpiegato in altre opere, lasciando esposto il nucleo. La struttura racchiude una camera mortuaria monolitica in quarzite del peso, secondo la stima di Jequier, di 150 tonnellate. La camera è sovrastata da due immense lastre, sempre in quarzite.
Sul fianco dell'edificio vennero ritrovati pezzi del pyramidion, oggi riassemblato. Su di una delle facce è inciso un nome in un cartiglio:
| ra | wsr | s | kA |

| ra | wsr | s | kA |

| ra | wsr | s | kA |

| ra | wsr | s | kA |

wsr k3 rˁ - Userkara
Gli egittologi sono d'accordo nel ritenere che si tratti di uno dei due diversi praenomen di Khendjer.
Si crede che il progetto originale della piramide subì modifiche durante la realizzazione della stessa: una scalinata nell'angolo sud-est venne iniziata ma ben presto interrotta e bloccata, ed anche la posizione dell'entrata all'ipogeo venne ripensata durante i lavori.

## Altre strutture

### Piramide secondaria
A nord-est della piramide principale si trova la piramide secondaria, contenente due ipogei monolitici, più piccoli di quello di Khendjer e destinati presumibilmente a due spose reali del sovrano. Per motivi non noti queste due camere mortuarie non vennero utilizzate per alcuna sepoltura, ma non c'è nulla che suggerisca che il sovrano non sia stato sepolto, come pianificato, nel suo ipogeo nella piramide principale.

### Tempio funerario, cappelle, tombe a pozzo
Il tempio funerario si trovava sul lato orientale della piramide ed attraversava entrambe le cinte murarie. Il santuario al suo interno era situato nella parte più vicina alla piramide. Del tempio rimane assai poco, perlopiù frammenti di rilievi e di colonne.
Nella parte settentrionale del complesso, nello spazio tra le due cinte murarie, sorgeva una cappella. Questa era posizionata su di una piattaforma e vi si accedeva grazie a due rampe di scale. Sulla parete nord della cappella si trovava una falsa porta, fatto inusuale poiché il lato più vicino alla piramide è quello meridionale.
All'interno delle mura del complesso Jequier trovò anche delle tombe a pozzo, forse appartenute a membri della famiglia reale.

## Galleria d'immagini

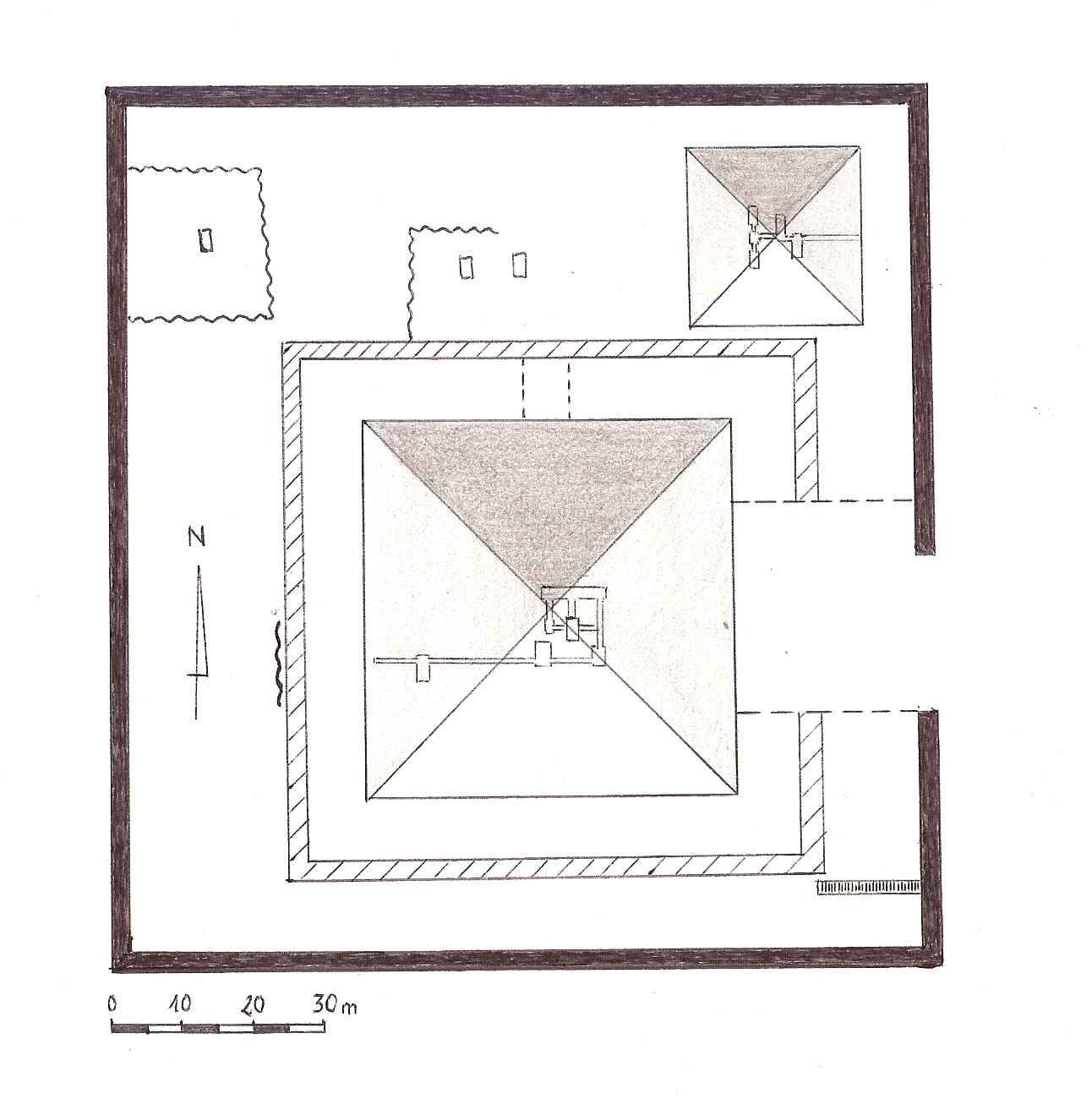
Pianta del complesso
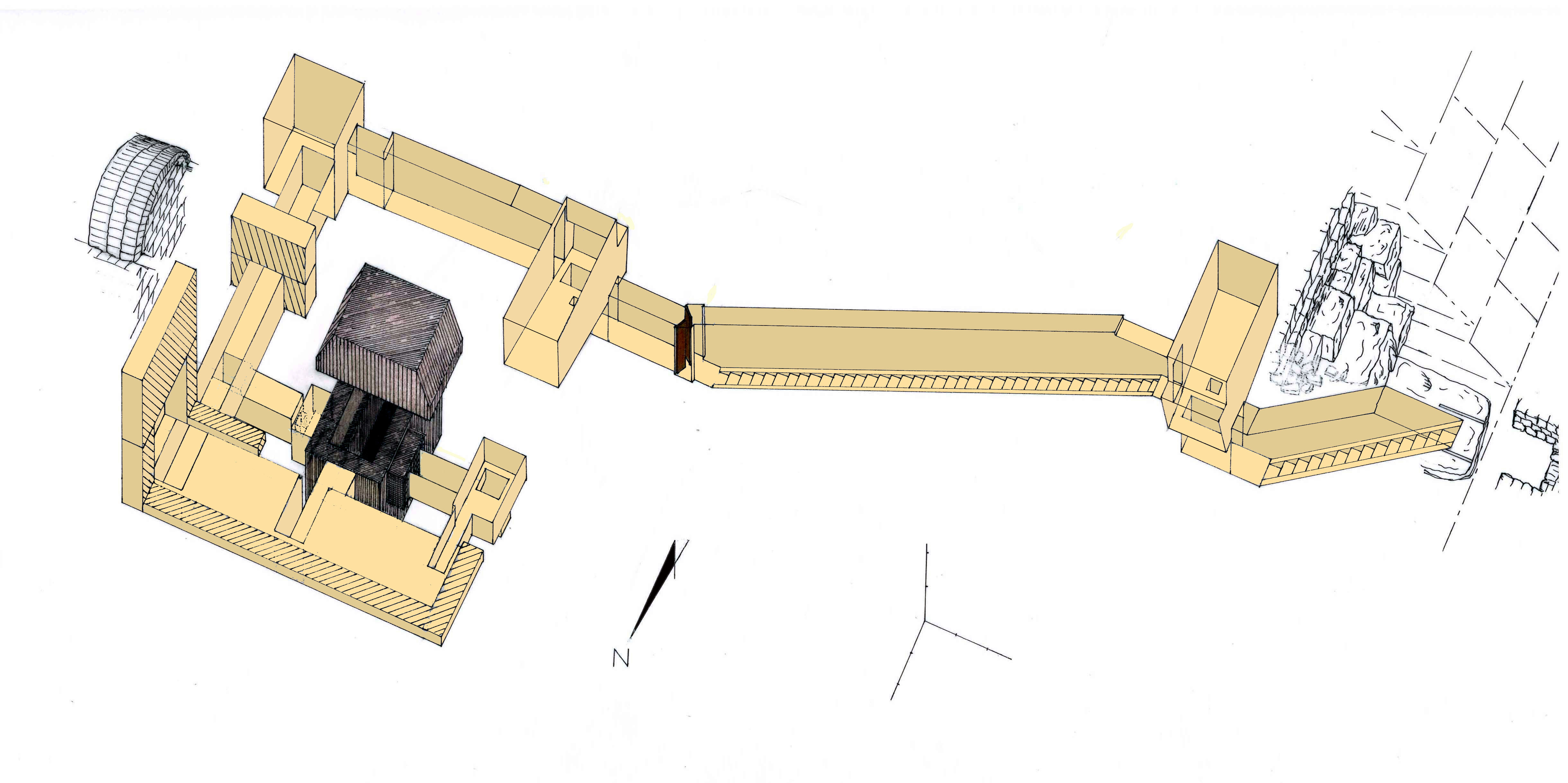
L'ipogeo della piramide principale
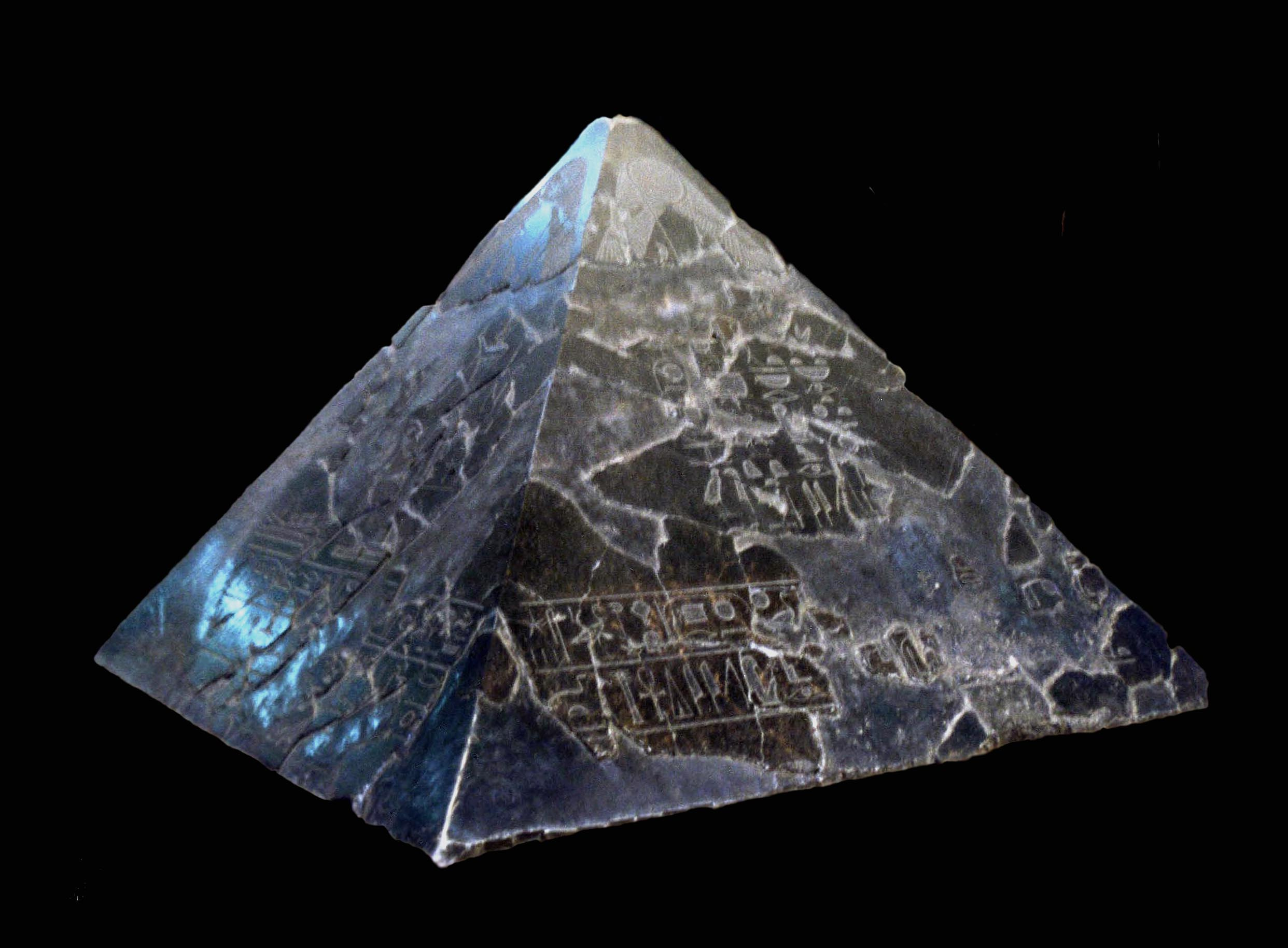
Il pyramidion riassemblato
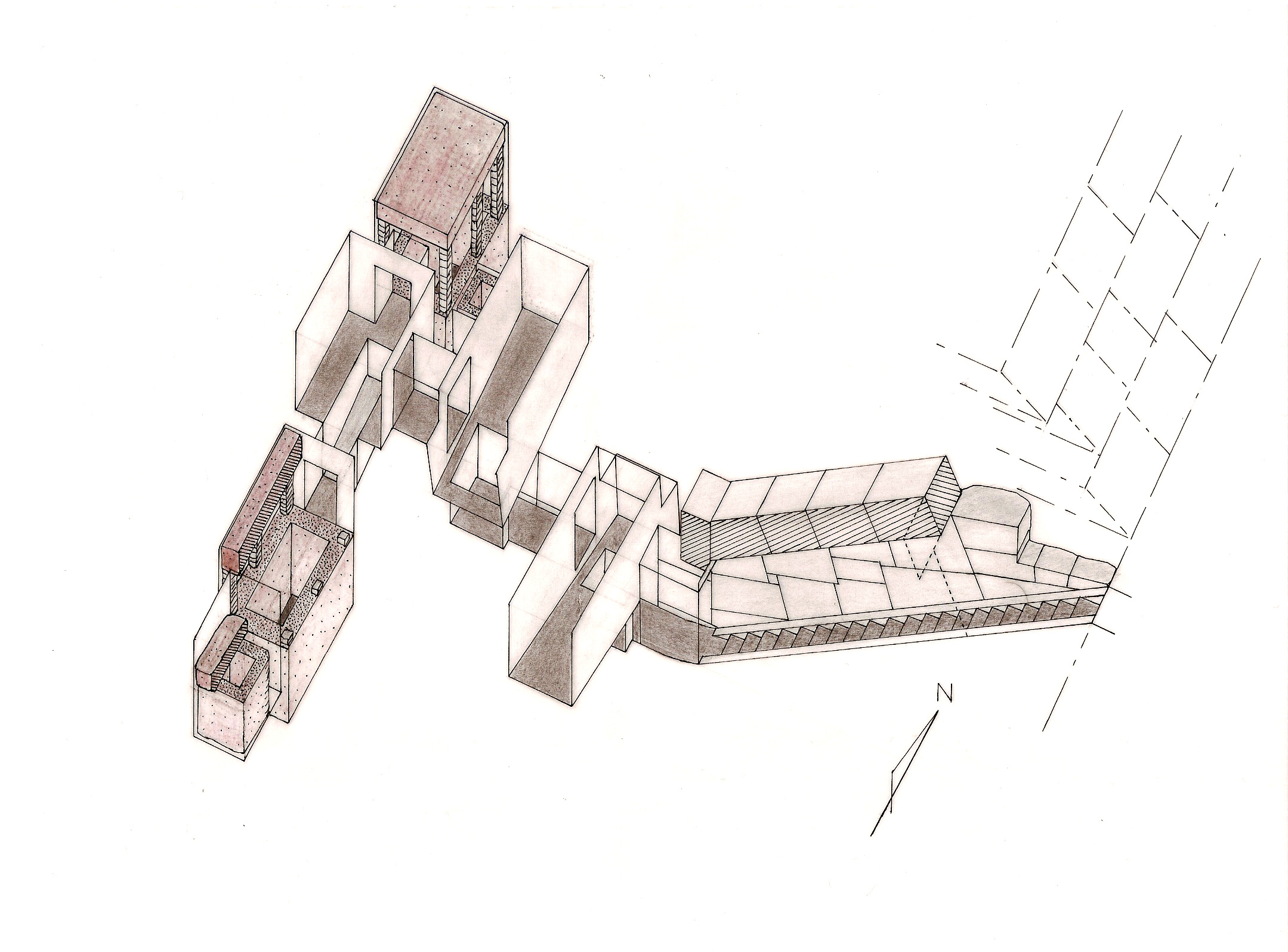
L'ipogeo della piramide secondaria